# رایس‌ویل (پنسیلوانیا)
رایس‌ویل (به انگلیسی: Riceville) یک منطقهٔ مسکونی در ایالات متحده آمریکا است که در پنسیلوانیا واقع شده‌است. رایس‌ویل ۱٫۱ کیلومتر مربع مساحت و ۶۸ نفر جمعیت دارد و ۴۱۳٫۳۱ متر بالاتر از سطح دریا واقع شده‌است.